# Dimerandra rimbachii
Dimerandra rimbachii är en orkidéart som först beskrevs av Rudolf Schlechter, och fick sitt nu gällande namn av Rudolf Schlechter. Dimerandra rimbachii ingår i släktet Dimerandra och familjen orkidéer.
Artens utbredningsområde är Ecuador. Inga underarter finns listade i Catalogue of Life.